# 펠타스트

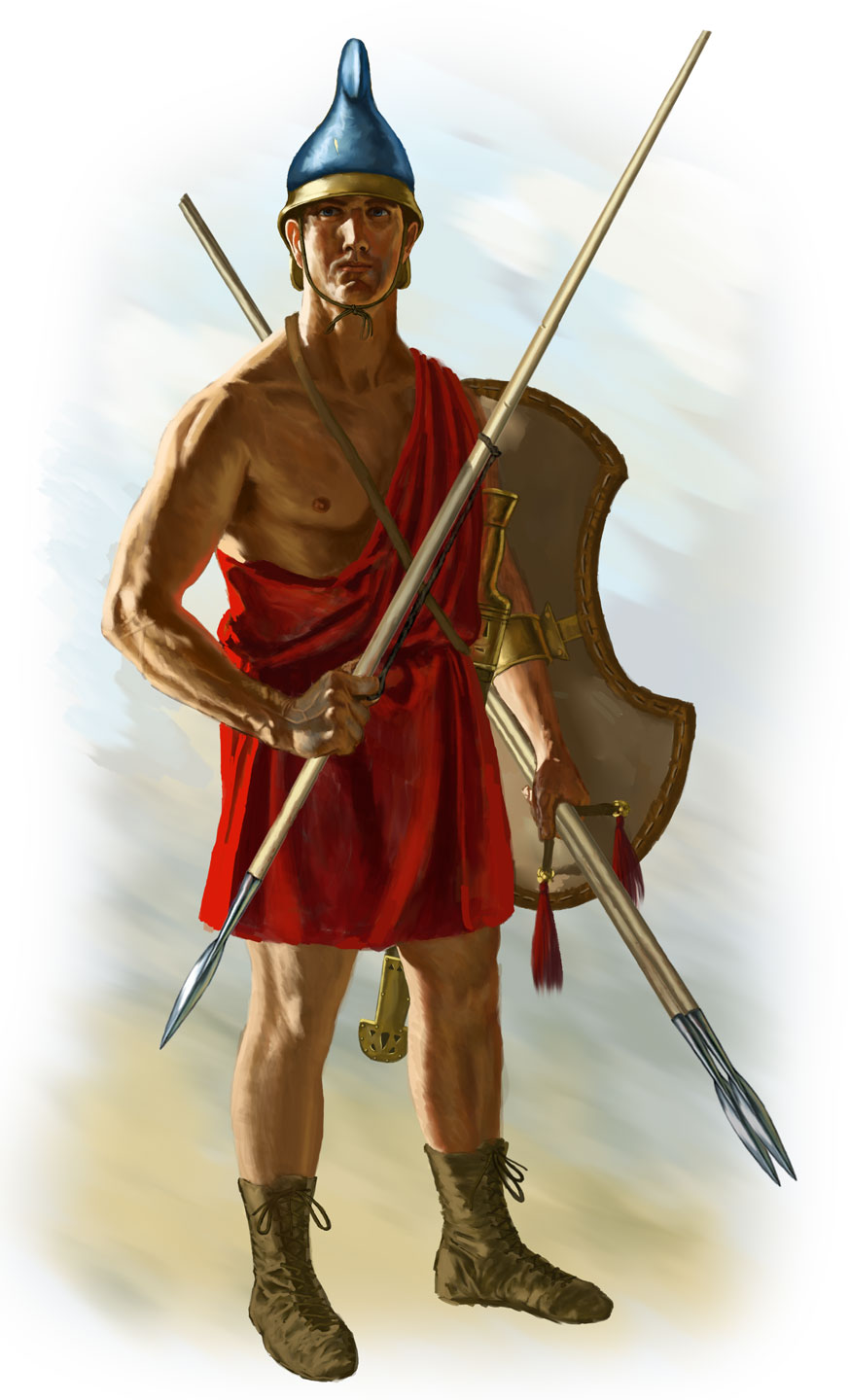
아그리아니아인 펠타스트. 이 펠타스트는 세 개의 투창을 지녔고, 그중 한개는 손으로 투척하고 나머지 두개는 추가분으로 펠테에 지니고 있다.

펠타스트(고대 그리스어: Σωτήρης Νίνης, Peltast)는 트라키아와 파이오니아에서 기원을 한 경보병의 일종으로,  고전기 그리스와 헬레니즘 시대의 군대에서 산병 역할을 수행했다. 중세시대에는 같은 단어가 비잔티움 제국의 보병의 일종으로 쓰였다.

## 같이 보기
- 밀집 장창보병대